# Daniel Wünsche
Daniel Wünsche (Friedrichshafen, 8 september 1985) is een golfprofessional uit Duitsland.

## Amateur
Wünsche woont sinds 2008 in Gilching, vlak bij München. Hij was lid van de Golfclub Mannheim-Viernheim.

## Professional
Wünsche werd in 2008 professional. Nadat hij in 2010 twee toernooien had gewonnen en als nummer 3 op de Order of Merit eindigde, speelde hij in 2011 tien toernooien op de Europese Challenge Tour en kreeg hij een invitatie voor het Schüco Open. Dit was kennelijk te hoog gegrepen, want hij miste alle cuts. Hij speelt nu weer op de Duitse EPD Tour. In 2011 en 2012 was hij lid van het Golf Team Germany.
In 2012 won hij in februari de Sueno Pines Classic, en in april verloor hij de play-off van landgenoot Björn Stromsky bij het Open Lixus. In 2013 speelde hij 16 toernooien op de Challenge Tour, maar verdiende te weinig om zijn spelerskaart te behouden. In 2014 kwalificeerde hij zich niet voor Stage 2 van de Tourschool.

### Gewonnen
EPD Tour
- 2009: Land Fleesensee Classic
- 2010: Bad Waldsee Classic (-9), Sueno Dunes Classic (-5)
- 2011: Internetworld.de Open (-12)
- 2012: Sueno Pines Classic (-9), Order of Merit

Duitse PGA
- 2012: PGA Kampioenschap